# Горо
Го̀ро (на италиански: Goro, на местен диалект Gòr, Гор) е малко пристанищно градче и община в северна Италия, провинция Ферара, регион Емилия-Романя. Разположено е на брега на Адриатическото море. Населението на общината е 3945 души (към 2010 г.).

## Известни личности
Родени
- Милва – певица и театрална актриса (1939 – 2021 г.)